# Lanišće (Istrie)
Pour les articles homonymes, voir Lanišće.
Lanišće est un village et une municipalité située dans le comitat d'Istrie, en Croatie. Au recensement de 2001, la municipalité comptait 398 habitants, dont 95,23 % de Croates et le village seul comptait 94 habitants.

## Localités
La municipalité de Lanišće compte 14 localités :
| - Brest - Brgudac - Dane - Jelovice - Klenovšćak - Kropinjak - Lanišće | - Podgaće - Prapoće - Račja Vas - Rašpor - Slum - Trstenik - Vodice |